# Младост (Бачки-Ярак)
Футбольний клуб Младост Бачки-Ярак або просто Младост (серб. Фудбалски клуб Младост Бачки Japaк) — професійний сербський футбольний клуб з міста Бачки-Ярак.

## Історія
ФК «Младост» було засновано в 1947 році. Найбільший успіх до клубу прийшов у 1990-их роках, коли він виступав у Першій Б Лізі, другому у системі футбольних ліг чемпіонаті Югославії. Після того як команда покинула Б Лігу, більшість часу вона провела у третьому за силою чемпіонаті Сербії. «Младост» майже вийшов до Першої ліги чемпіонату Сербінії в сезоні 2008/2009 років, коли команда боролася за підвищення у класі до останніх турів, але в підсумку клуб посів третє місце (відстав на шість очок від ФК «Пролетар» (Новий Сад) та не зміг виграти просування. Після багатьох років у третьому дивізіоні національного чемпіонату, в сезоні 2012/13 років команда покинула третій дивізіон. З тих пір вона виступає в Новосадсько-Сремській зональній лізі.
Незважаючи на те, що клуб жодного разу не грав у вищому дивізіоні сербського чемпіонату, він має дуже успішну молодіжну академію. Більшість гравців клубу є або місцевими, або мешканцями муніципалітету Темерин. Завдяки цьому клуб іноді називають сербським Атлетико Більбао. Незважаючи на те, що клуб представляє невеличке сербське містечко, в якому проживає лише 7 000 чоловік, багато відомих гравців з Сербської Суперліги починали свою кар'єру саме в ФК «Младост». Найвідомішими з них є Мілан Лукач, колишній гравець «Партизану» та воротар збірної Сербії Мірко Іванич, колишній капітан «ФК „Воєводини“» та збірної Сербії U-21.
8 червня 2016 року «Младост» виграв Кубок Воєводини вперше в своїй історії, у фіналі команда переграла ФК «Борац» (Сакуле) у серії післяматчевих пенальті з рахунком 4:2 (після 90 хвилин рахунок був 0:0), і таким чином, вийшов до 1/16 фіналу. Це досягнення можна вважати найбільшим в історії клубу. Матч відбувався на стадіоні «Караджордже» в Новому Саді.

## Досягнення
- Кубок Воєводини з футболу
  -  Володар (1): 2016

## Протистояння
Головним суперником ФК «Младост» є «Слога (Темерин)». Матчі цих суперників отримали назву місцевого дербі. Домашні стадіони цих клубів знаходяться дуже близько, відстань між ними становить лише 3 км. Їх матчі дуже часто проходять у жвавій атмосфері, але обходяться без інцидентів. Також дуже часто відбуваються трансфери між обома клубами. Історично склалася така ситуація, що «Младост» раніше виступали у вищих, ніж «Слога (Темерин)», футбольних дивізіонах; але в останні роки «Слога (Темерин)» виступає у вищих, ніж «Младост», футбольних дивізіонах. Тому їхні матчі в останні роки відбуваються дуже рідко.

## Фани
Прихильники ФК «Младост» називають себе «Дияволами». Саме «Дияволи» є найвідданішими з-поміж інших уболівальників. На домашніх матчах ФК «Младості» як правило присутні від 800 до 1 000 уболівальників, це найкраща відвідуваність стадіону в лізі з-поміж інших клубів ліги. Завдяки цьому, переграти ФК «Младост» на домашньому стадіоні дуже важко. У фіналі Кубку Воєводини, на стадіоні «Караджордже», з Бачки-Ярак майже 1 500 фанів приїхали підтримати своїх улюбленців.

## Відомі гравці
- Любиша Дунджерський
- Дамір Дринич
- Мілан Лукач
- Мірко Іванич
- Мілан Раставац
- Джуро Зец
- Владимир Баїч
- Деян Мелег